# خانه عیسی جلالیان
خانه عیسی جلالیان مربوط به دوره قاجار است و در شیراز، گودعربان، کوچه اسکندری واقع شده و این اثر در تاریخ ۱۰ خرداد ۱۳۸۲ با شمارهٔ ثبت ۸۶۴۲ به‌عنوان یکی از آثار ملی ایران به ثبت رسیده است.